# Stephanophorus
Stephanophorus is een monotypisch geslacht van zangvogels uit de familie Thraupidae (tangaren):
- Stephanophorus diadematus  – Diadeemtangare